# Rudolf Mang
Pour les articles homonymes, voir Mang.
Rudolf Mang, né le 17 juin 1950 à Bellenberg et mort le 12 mars 2018 dans la même ville, est un haltérophile allemand.

## Palmarès

### Jeux olympiques
- Munich 1972
  -  Médaille d'argent en plus de 110 kg.
- Mexico 1968
  - 5e Médaille d'or en plus de 90 kg.

### Championnats du monde
- La Havane 1973
  -  Médaille d'argent en plus de 110 kg.
- Munich 1972
  -  Médaille d'argent en plus de 110 kg.

### Championnats d'Europe
- Madrid 1973
  -  Médaille de bronze en plus de 110 kg.
- Constanța 1972
  -  Médaille d'argent en plus de 110 kg.
- Sofia 1971
  -  Médaille de bronze en plus de 110 kg.